# Zrinj Lukački
Zrinj Lukački is een plaats in de gemeente Lukač in de Kroatische provincie Virovitica-Podravina. De plaats telt 151 inwoners (2001).
In het verleden was dit dorpje vooral Hongaarstalig gebied. In 1910 was 96% van het toenmalige Zrinj-puszta Hongaars.